# Słabowo
Słabowo [swaˈbɔvɔ] (deutsch Slabowen, 1928 bis 1945 Langenwiese) ist ein Dorf in der polnischen Woiwodschaft Ermland-Masuren und gehört zur Stadt- und Landgemeinde Ryn (Rhein) im Powiat Giżycki (Kreis Lötzen).

## Geographische Lage
Słabowo liegt in der östlichen Mitte der Woiwodschaft Ermland-Masuren, 24 Kilometer südwestlich der Kreisstadt Giżycko (Lötzen) und sechs Kilometer westlich der Stadt Ryn (Rhein).

## Geschichte
Das nach 1777 Stabowen, dann bis 1928 Slabowen genannte Dorf wurde 1874 in den neu errichteten Amtsbezirk Gneist (polnisch Knis) eingegliedert. Er bestand bis 1945 und gehörte zum Kreis Lötzen im Regierungsbezirk Gumbinnen (1905 bis 1945: Regierungsbezirk Allenstein) in der preußischen Provinz Ostpreußen.
Zwischen 1874 und 1912 war Slabowen dem Standesamt in Gneist zugeordnet, danach bis 1945 dem Standesamt Rhein (Ryn).
274 Einwohner waren im Jahre 1910 in Slabowen registriert. Ihre Zahl verringerte sich bis 1933 auf 255 und belief sich 1939 noch auf 260.
Aufgrund der Bestimmungen des Versailler Vertrags stimmte die Bevölkerung im Abstimmungsgebiet Allenstein, zu dem Slabowen gehörte, am 11. Juli 1920 über die weitere staatliche Zugehörigkeit zu Ostpreußen (und damit zu Deutschland) oder den Anschluss an Polen ab. In Slabowen stimmten 220 Einwohner für den Verbleib bei Ostpreußen, auf Polen entfielen keine Stimmen. Am 12. Juni 1928 wurde Slabowen in „Langenwiese“ umbenannt.
In Kriegsfolge kam das Dorf 1945 mit dem gesamten südlichen Ostpreußen zu Polen und erhielt die polnische Namensform „Słabowo“. Heute ist es Sitz eines Schulzenamtes (polnisch sołectwo) innerhalb der Stadt- und Landgemeinde Ryn (Rhein) im Powiat Giżycki (Kreis Lötzen), vor 1998 der Woiwodschaft Suwałki, seither der Woiwodschaft Ermland-Masuren zugehörig.

## Kirche
Bis 1945 war Slabowen resp. Langenwiese in die Evangelische Pfarrkirche Rhein in der Kirchenprovinz Ostpreußen der Kirche der Altpreußischen Union und in die katholische Pfarrkirche St. Adalbert in Sensburg (polnisch Mrągowo) im Bistum Ermland eingepfarrt.
Heute gehört Słabowo zur Evangelischen Pfarrgemeinde in Ryn in der Diözese Masuren der Evangelisch-Augsburgischen Kirche in Polen bzw. zur katholischen Pfarrkirche Unbefleckte Empfängnis Mariä in Ryn im Bistum Ełk (Lyck) der Römisch-katholischen Kirche in Polen.

## Verkehr
Słabowo liegt westlich der polnischen Landesstraße DK 59 (ehemalige deutsche Reichsstraße 140) und ist von Ryn aus über eine Nebenstraße zu erreichen. Außerdem führt eine Nebenstraße von der Woiwodschaftsstraße DW 591 bei Wilkowo (Wilkendorf) im Powiat Kętrzyński (Kreis Rastenburg) über Gronowo (Grunau) im Powiat Mrągowski (Kreis Sensburg) nach Słabowo. 
Eine Bahnanbindung besteht nicht.